# Eupteryx egregia
Eupteryx egregia är en insektsart som beskrevs av Logvinenko 1981. Eupteryx egregia ingår i släktet Eupteryx och familjen dvärgstritar. Inga underarter finns listade i Catalogue of Life.